# Chaussée de Waterloo

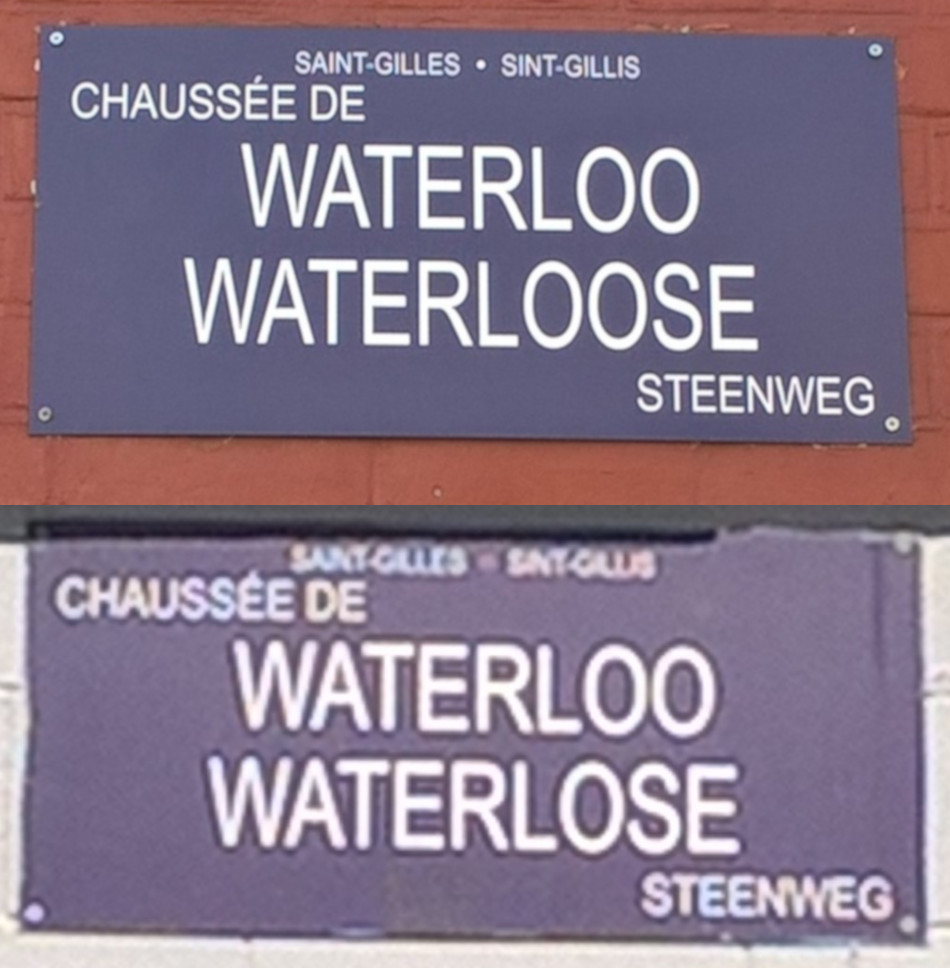
Plaque de rue utilisant deux orthographes différentes pour le nom en Néerlandais

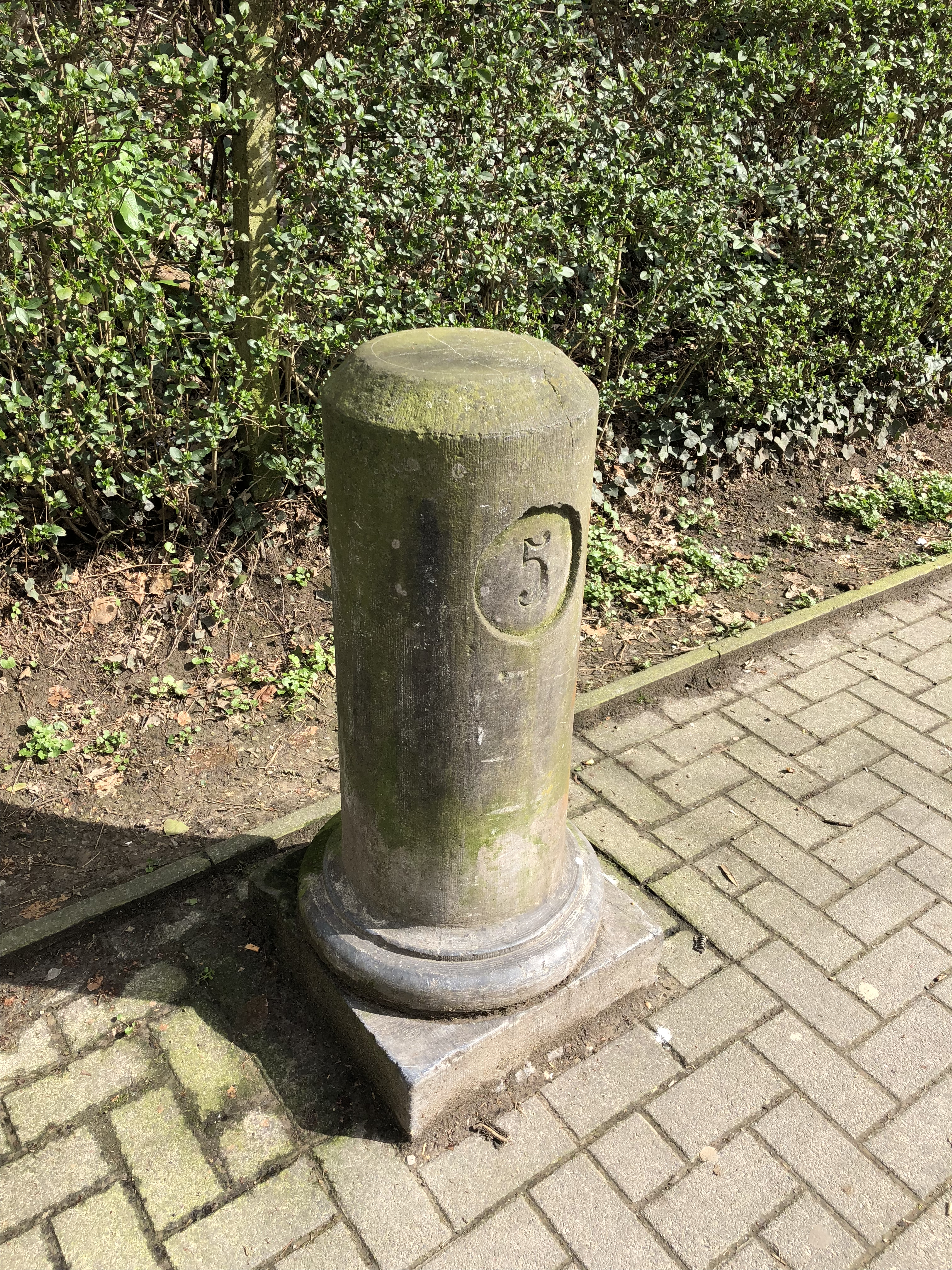
Ancienne borne "5" de la chaussée de Waterloo à Uccle, près du Quartier Churchill.

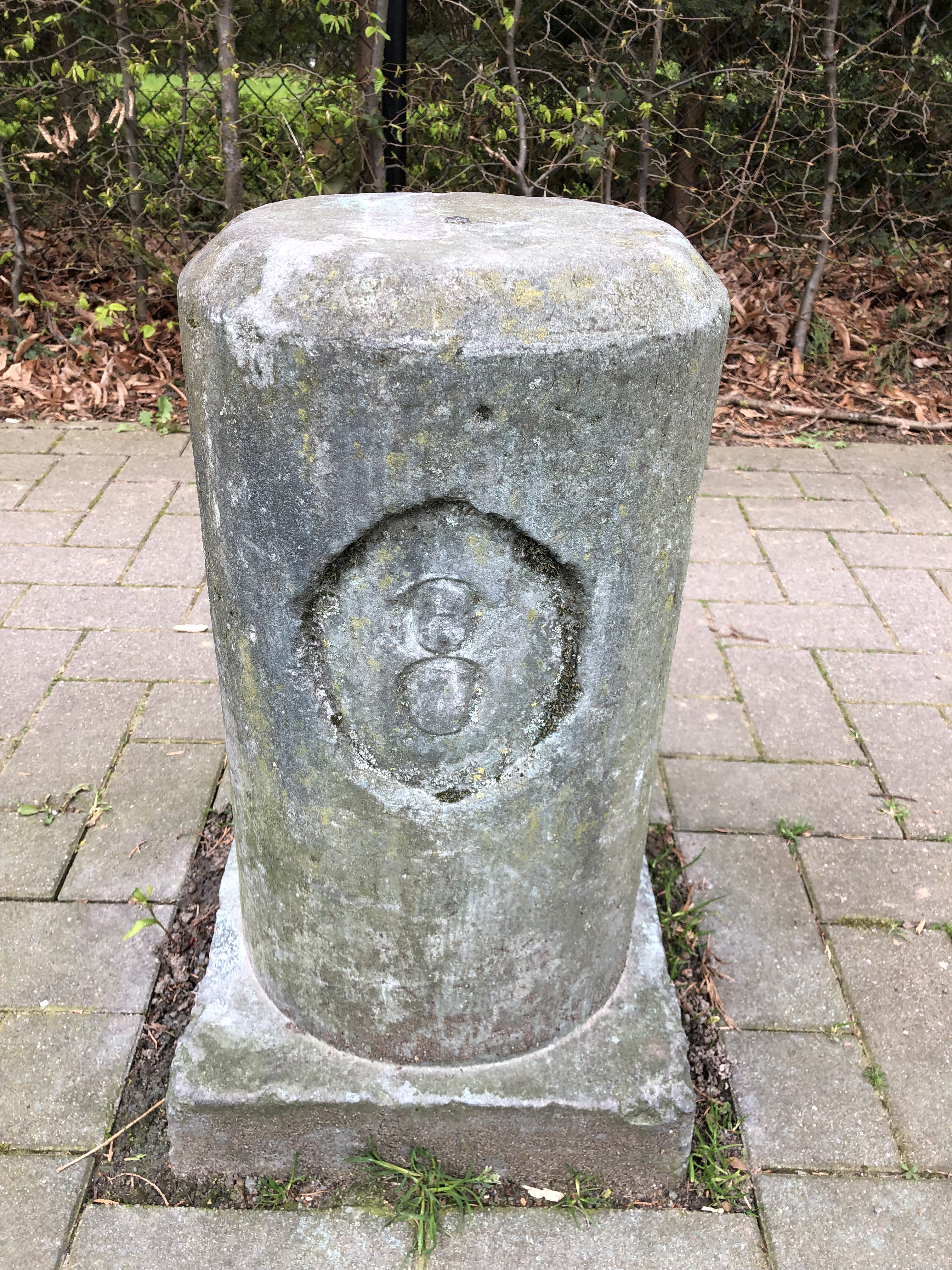
Ancienne borne "8" de la chaussée de Waterloo à Uccle, près du quartier Fort Jaco.

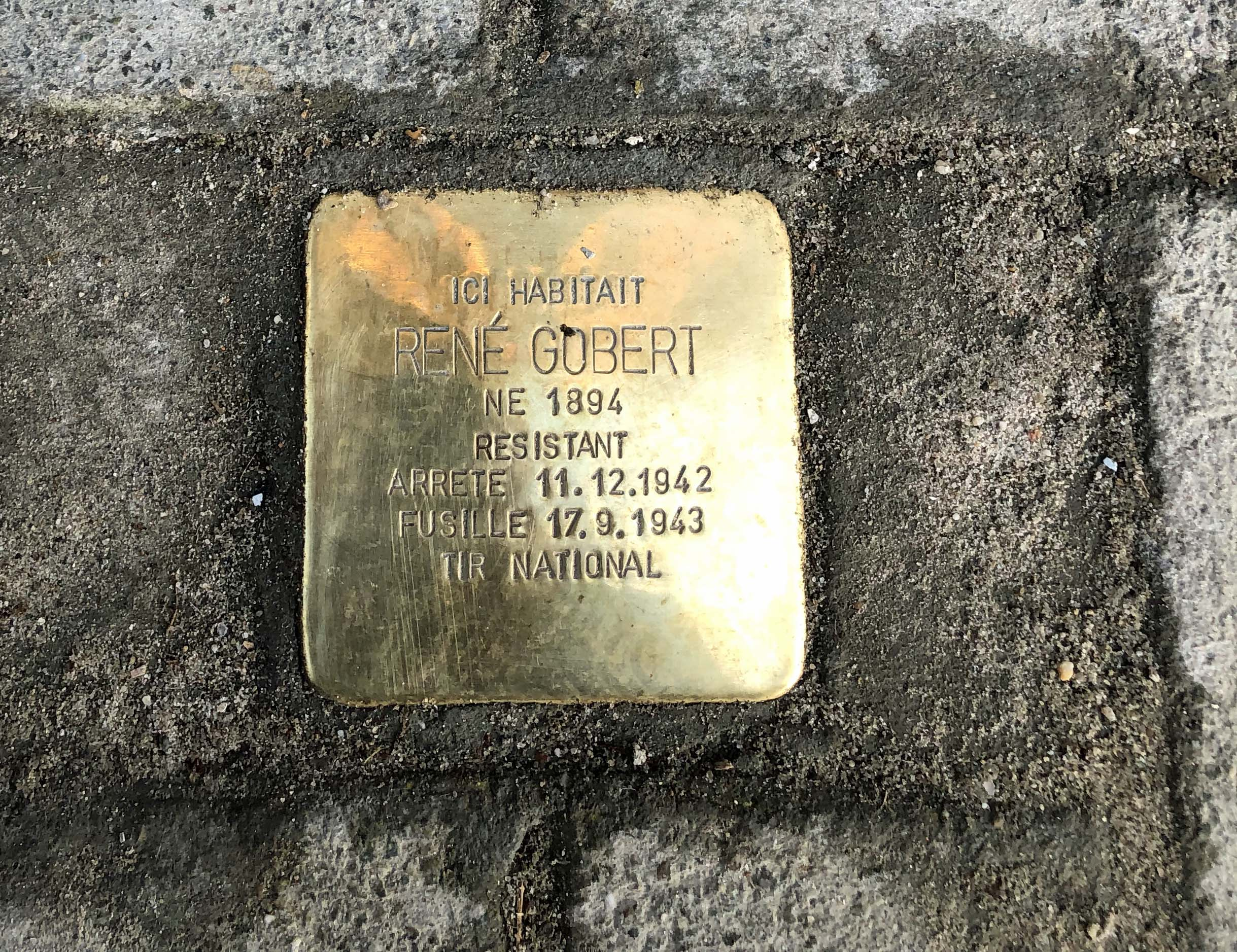
Stolperstein de René Gobert (1894-1943), au n° 856.

La chaussée de Waterloo (en néerlandais : Waterloosesteenweg ou Waterlosesteenweg) est une longue avenue de Bruxelles.

## Situation et accès
Elle commence à la porte de Hal dans la commune de Saint-Gilles, poursuit un cours vers le sud-est jusqu'à la Bascule, puis tourne vers le sud en direction de Waterloo, où elle change de nom pour devenir la chaussée de Bruxelles et continue en direction de Genappe et Charleroi jusqu'à la frontière régionale. Sa longueur est de 12,4 kilomètres et sa largeur entre 15m et 18m.
Principaux quartiers traversés par la chaussée
- Quartier de la Porte de Hal
- Quartier de la Barrière de Saint-Gilles
- Quartier de Ma Campagne
- Quartier Brugmann
- Quartier de La Bascule
- Quartier Churchill
- Quartier du Vert Chasseur
- Quartier du Vivier d'Oie
- Quartier du Fort Jaco
- Quartier du Prince d'Orange
- Quartier de la Petite-Espinette
- Quartier de l'Espinette-Centrale
- Quartier de la Grande-Espinette

## Origine du nom
Elle tire son nom de la ville de Waterloo à laquelle elle mène.

## Historique
Historiquement, la chaussée de Waterloo était la route reliant Bruxelles à Charleroi, traversant la forêt de Soignes, sombre et infestée de brigands. Le premier arrêt était le hameau de Waterloo.
De nos jours, elle est empruntée chaque jour par de nombreux navetteurs qui habitent en dehors de Bruxelles et qui viennent travailler dans la capitale belge. Elle est ainsi l'un des poumons routiers de la ville, et permet de fluidifier le trafic vers le sud. Elle est desservie par les lignes de bus TEC et De Lijn numéros 136, 137, 365 et W, qui ont remplacé le tram vicinal.
La chaussée traverse plusieurs quartiers, populaires au commencement mais étant ornés de boutiques ou restaurants chics en direction de Waterloo, notamment dans le quartier Fort Jaco ou à Waterloo même. Elle abrite également de nombreuses habitations de style Art déco ou des habitations plus traditionnelles.
La chaussée, sous le nom de chaussée de Bruxelles, est la colonne vertébrale de la ville de Waterloo, la majorité des quartiers et rues s'articulant autour de cette chaussée.
La numérotation des habitations à Saint-Gilles va de 1 à 363 pour le côté impair et de 2 à 408 pour le côté pair, à Ixelles elle va de 363A à 671 et de 410 à 656, à Uccle elle va de 673 à 1613, de 662 à 872 et de 938 à 1512 car les numéros 876 à 928 du côté forêt de Soignes sont sur Bruxelles-ville.

## Politique de mobilité
La chaussée est le début de la nationale 5 et est donc gérée par la Région Bruxelles-Capitale. En 2010 celle-ci a pris la décision de faire d'elle une voie prioritaire. Elle installe des panneaux indiquant que cela entrera en vigueur le 4 octobre 2010. Les riverains et l'administration communale s'y opposent immédiatement, au motif que la suppression de la priorité de droite rendrait impossible de traverser la route. La décision a été rapidement annulée.
Le 7 septembre 2020, une piste cyclable a été installée. Composé uniquement de peinture blanche, il s'étend dans le sens de la montée uniquement depuis la Barrière de Saint-Gilles jusqu'à la place Charles Graux. Plus au sud, à Uccle, Rhode-Saint-Genèse et Waterloo, la piste cyclable emprunte la plate-forme de l'ancien tramway W qui desservait Braine-l'Alleud et Wavre jusqu'en 1964.